# いとしい人
『いとしい人』（いとしいひと、Then She Found Me）は、2007年のアメリカ合衆国のロマンティック・コメディ映画。アカデミー賞を受賞した女優ヘレン・ハントの初監督作品で、製作・脚本・主演も務めている。原作はエリノア・リプマンの小説『見つかっちゃった』。
2007年9月に開催された第32回トロント国際映画祭で初上映された。

## ストーリー
ユダヤ人家庭に育った39歳の小学校教師エイプリルは、自分が養女だったこともあり、養子ではなく、実子を欲しがっている。ところがある日突然、夫ベンが家を出て行ってしまう。更に追い討ちをかけるように養母が亡くなる。
そんな打ちひしがれたエイプリルの前に、テレビタレントのバーニス・グレイヴスが実母だと名乗り出てくる。しかも実父はスティーブ・マックイーンだと言う。混乱するエイプリル。そんな彼女の心を癒したのは、教え子の父親で妻に逃げられ子育てに奮闘している英国人のフランクだった。2人は自然に付き合うようになる。

## キャスト
- エイプリル・エプナー: ヘレン・ハント
- バーニス・グレイヴス: ベット・ミドラー
- フランク: コリン・ファース
- ベン・グリーン: マシュー・ブロデリック

## 作品の評価
Rotten Tomatoesによれば、批評家の一致した見解は「力強い演技に支えられた陳腐な物語『いとしい人』は、ヘレン・ハントの監督デビュー作としてほぼ成功を収めている。」であり、119件の評論のうち高評価は50%にあたる60件で、平均点は10点満点中5.51点となっている。
Metacriticによれば、27件の評論のうち、高評価は14件、賛否混在は10件、低評価は3件で、平均値は100点満点中56点となっている。